# محمد ماوش
محمد ماوش (انگلیسی: Mohamed Maouche؛ زادهٔ ۱۰ ژانویهٔ ۱۹۹۳) بازیکن فوتبال اهل فرانسه است.
از باشگاه‌هایی که در آن بازی کرده‌است می‌توان به باشگاه فوتبال اولدهام اتلتیک اشاره کرد.